# Стоян Здравков
Стоян Здравков – Бащата е български футболист, вратар. Играч на Спартак (Пловдив). Играе за юношите на Спартак (Пловдив)през 2006 е в първия отбор на Спартак (Пловдив). След това дълго време е трети вратар, а след това втори в родния си клуб. През зимата на 2008 получава шанс за изява след контузията на титуляра Стефан Стойчев и целия втори полусезон е титулярен вратар за Спартак (Пловдив).

## Статистика по сезони
| Сезон     | Отбор           | Първенство | Мачове | Голове |
| --------- | --------------- | ---------- | ------ | ------ |
| 2006/2007 | Спартак Пловдив | Б група    | 2      | 0      |
| 2007/2008 | Спартак Пловдив | Б група    | 4      | 0      |
| 2008/2009 | Спартак Пловдив | Б група    | 19     | 0      |
| 2009/2010 | Спартак Пловдив | Б група    | 0      | 0      |